# Villa di San Basilio

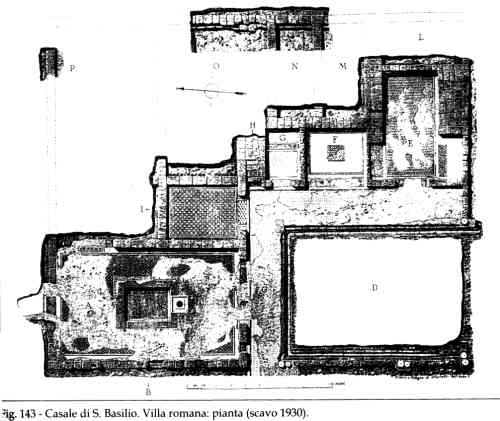
Planta da villa.

Villa di San Basilio é uma villa romana localizada na Via di Casale San Basilio, que liga a Via Nomentana com a Via Tiburtina, no quartiere San Basilio de Roma, próxima ao casarão medieval conhecido como Casale San Basilio.

## História

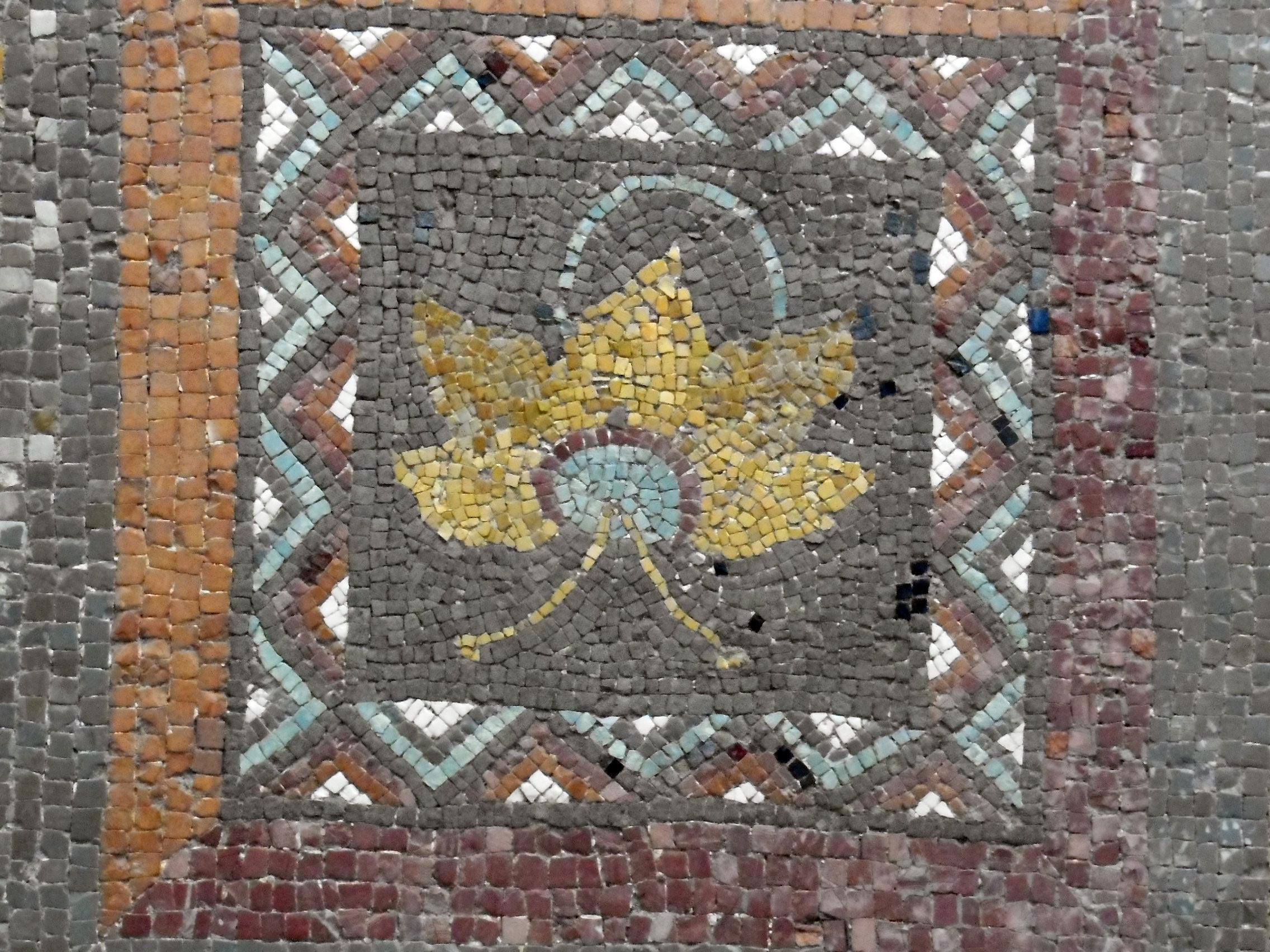
Um dos mosaicos recuperados no local e hoje expostos na sede do Palazzo Massimo alle Terme do Museu Nacional Romano.

Esta vila foi descoberta em 1929 de forma casual numa propriedade rural. A villa é composta por um átrio retangular com um implúvio central seguido por um pequeno jardim com pórticos em três lados rodeado por pares de colunas de alvenaria. A partir dele se chegava a vários ambientes: um quarto com duas alcovas, um triclínio, um pequeno cubículo e um tablínio, este último em posição pouco comum em relação à distribuição usual dos demais recintos. Uma pequena escada no canto nordeste do peristilo levava a um antigo nível superior, do qual nada restou.
A leste e norte ficavam outros três recintos, provavelmente de serviço, acessíveis apenas pelo exterior; no setor ocidental foram descobertos alguns ambientes em opus reticulatum, um pequeno banheiro e um pátio descoberto.
A partir das análises das paredes e dos mosaicos no piso (multicoloridos com desenhos geométricos), além de uns poucos fragmentos de gesso afrescado descobertos no local, foi possível datar o complexo na primeira metade do século I a.C. sem nenhuma intervenção importante depois. Estes mosaicos foram destacados quase que imediatamente depois da descoberta e podem ser vistos hoje na sede do Palazzo Massimo alle Terme do Museu Nacional Romano.